# Jorge Millán
Jorge Alberto Millán Torrealba (Caracas, Venezuela, el 18 de julio de 1971) es un administrador, ingeniero y político venezolano. Es diputado a la Asamblea Nacional de Venezuela por el Distrito Capital para el período 2016-2021. También se ha desempeñado como concejal por Caracas.

## Trayectoria
Es ingeniero industrial y administrador por la Universidad Católica Andrés Bello, magíster en Ciencias Políticas por la Universidad Simón Bolívar, y tiene especializaciones en Gerencia Municipal por la Universidad Santa María.
Fue diputado al extinto Congreso Nacional por la ciudad de Caracas, y edil en dos ocasiones. En el 2005 fue inhabilitado por un período de tres años por la Contraloría General de la República para ejercer algún cargo público, por presunta “aprobación con su voto de pagos ilegales” y fue multado.
Electo diputado de la Asamblea Nacional por Distrito Capital, abanderado por la Mesa de la Unidad Democrática, para el periodo 2016-2021, por el circuito 2.  Fue concejal del municipio Libertador, de Caracas, electo por voto lista el 8 de diciembre de 2013 hasta su postulación como candidato a legislador nacional. Anteriormente, de 1992 a 1999, también ocupó el mismo cargo. Es coordinador del partido Primero Justicia en el Distrito Capital y jefe de fracción de ese partido en el parlamento.
El 16 de diciembre de 2019, por petición de la entonces Asamblea Nacional Constituyente (ANC), el Tribunal Supremo de Justicia (TSJ), ordenó el enjuiciamiento de cuatro diputados de la Asamblea Nacional (AN), de mayoría opositora, entre esos Millán, a quien, de acuerdo con el fallo del TSJ, se le adjudicaron los cargos de traición a la patria, instigación a la insurrección, usurpación de funciones, concierto para delinquir, entre otros. En el año 2020 recibió un «indulto» por parte del gobierno de Nicolás Maduro, que rechazó Millán alegando que no Maduro no es legítimo y que él no ha cometido ningún crimen.